# Chisséria
Chisséria is een plaats en voormalige gemeente in het Franse departement Jura in de regio Bourgogne-Franche-Comté en telt 83 inwoners (2009). De plaats maakt deel uit van het arrondissement Lons-le-Saunier.

## Geschiedenis
Op 1 januari 2018 is de gemeente opgegaan in de aangrenzende gemeente Arinthod. Hierbij werden de gemeenteraadleden van Chisséria toegevoegd aan de gemeenteraad van Arinthod. Na de verkiezingen van 2020 kreeg Chisséria de volledige status van commune déléguée.

## Geografie
De oppervlakte van Chisséria bedraagt 7,5 km², de bevolkingsdichtheid is dus 11,1 inwoners per km².
De onderstaande kaart toont de ligging van Chisséria met de belangrijkste infrastructuur en aangrenzende gemeenten.

## Demografie
Onderstaande figuur toont het verloop van het inwonertal.